# Phoenix (Labelle-Album)
Phoenix ist das fünfte Album des US-amerikanischen Funk/Soul-Trios Labelle.

## Wissenswertes
Dieses Album war das erste, das Labelle 1975 unter ihrem Plattenlabel bei Epic Records veröffentlichte. Erstmals wurde ein Werk von Labelle vom Glam Rock und der Disco-Musik beeinflusst. Das Album war ein moderater Erfolg und erreichte Platz 44 der Billboard 200 und Platz 10 der R&B-Alben-Charts. Das Album enthielt nur einen kleinen Hit, Messin With My Mind, geschrieben von Nona Hendryx.

## Rezeption
Die Webseite Allmusic.com vergab für das Album die Bewertung drei von fünf Sternen.

## Titelliste
Seite A
1. Phoenix (The Amazing Flight of a Lone Star) (6:17)
2. Slow Burn (3:32)
3. Black Holes in the Sky (3:21)
4. Good Intentions (3:57)
5. Far As We Felt Like Goin'  (2:58) (Bob Crewe/Kenny Nolan)

Seite B
1. Messin' with My Mind (4:36)
2. Chances Go Round (2:50)
3. Cosmic Dancer (5:49)
4. Take the Night Off (3:38)
5. Action Time (3:51)

## Mitwirkende
- Bass – Carmine Rojas (Titel: A4, B1, B5), George Porter, Jr. (Titel: A1 to A3, A5, B2 to B4)
- Klarinette – James Ellison
- Schlagzeug – Herman Ernest III
- Flöte – Jim Moore
- Gitarre – Edward Batts, Leo Nocentelli (Titel: A1, A2, A4, B1 to B5), Steve Hughes (Titel: A4, B1, B5), Teddy Royal (Titel: A2, A5)
- Akustikgitarre – Edward Batts (Titel: A5, B5)
- Fender Rhodes – Allen Toussaint
- Mixer – Don Puluse, Vicki Wickham
- Orgel – James Booker
- Perkussion – Jeffrey Shannon
- Akustik Piano – James Ellison
- Baritonsaxophon – Carl Blouin
- Tenor- & Alto-Saxophon – Jim Moore
- Trombone – Lester Caliste
- Trompete – John Longo
- Trompete, Flügelhorn – Steve Howard